# Île aux Goélands (Nouvelle-Calédonie)
L’île aux Goélands est une îlot de Nouvelle-Calédonie appartenant administrativement à Nouméa.
Si l'îlot est minuscule, il est entouré d'une lagon d'environ 4 km. 